# İbrahim
İbrahim ist ein türkischer männlicher Vorname, die türkische Form des arabischen Namens Ibrahim bzw. des biblischen Stammvaters Abraham.

## Namensträger

### Vorname
- İbrahim Eren Akduman (* 1990), türkischer Fußballspieler
- İbrahim Akın (Politiker) (* 1961), türkischer Politiker
- İbrahim Akın (Fußballspieler) (* 1984), türkischer Fußballspieler
- İbrahim Aydemir (* 1983), türkischer Fußballspieler
- İbrahim Çelikkol (* 1984), türkischer Schauspieler
- İbrahim Çenet (* 1975), türkischer Jurist
- İbrahim Dağaşan (* 1984), türkischer Fußballspieler
- İbrahim Kaş (* 1986), türkischer Fußballspieler
- İbrahim Kaypakkaya (1949–1973), türkischer Revolutionär
- İbrahim Kutluay (* 1974), türkischer Basketballspieler
- İbrahim Abdülkadir Meriçboyu (1917–1985), türkischer Poet und Übersetzer
- İbrahim Müteferrika († 1745), osmanischer Gelehrter und Diplomat
- İbrahim Öztürk (* 1981), türkischer Fußballspieler
- İbrahim Şahin (* 1984), türkischer Fußballspieler
- İbrahim Hilmi Senil (1903–1981), türkischer Jurist
- İbrahim Tatlıses (* 1952), türkischer Sänger und Schauspieler
- İbrahim Toraman (* 1981), türkischer Fußballspieler
- İbrahim Üzülmez (* 1974), türkischer Fußballspieler
- İbrahim Yılmaz (* 1994), türkischer Fußballspieler
- İbrahim Zengin (1931–2013), türkischer Ringer

### Herrschername
- İbrahim (Sultan) (1615–1648), Sultan des Osmanischen Reiches (1640–1648)
- Pargalı Damat İbrahim Pascha (~1493–1536), Großwesir des Osmanischen Reiches, siehe Makbul Ibrahim Pascha
- Damat İbrahim Pascha († 1601), Feldherr und Großwesir des Osmanischen Reiches
- Nevşehirli Damat İbrahim Pascha (~1662–1730), Großwesir des Osmanischen Reiches
- İbrahim Edhem Pascha (1818–1893), Großwesir des Osmanischen Reiches
- İbrahim Hakkı Pascha (1863–1918), Großwesir des Osmanischen Reiches

### Familienname
- Abdürreşid İbrahim (1857–1944), tatarischer muslimischer Geistlicher